# Tom Jones (film)
Tom Jones är en brittisk äventyrs-komedifilm från 1963 i regi av Tony Richardson. Filmen är baserad på Henry Fieldings roman med samma namn från 1749. I titelrollen som charmören Tom Jones ses Albert Finney, i övriga roller märks Susannah York, Hugh Griffith, Edith Evans, Joan Greenwood, Diane Cilento, George Devine och David Tomlinson. Filmen vann Oscar för bästa film, bästa regi (Richardson), bästa manus (Osborne) och bästa musik (Addison).
1999 placerade British Film Institute filmen på 51:a plats på sin lista över de 100 bästa brittiska filmerna genom tiderna. 

## Handling
Den unge föräldralöse charmören Tom Jones får efter otaliga kärleksäventyr erfara att den högsta lyckan bara kan delas med en enda.

## Rollista
- Albert Finney – Tom Jones
- Susannah York – Sophie Western
- Hugh Griffith – Squire Western
- Edith Evans – Miss Western
- Joan Greenwood – Lady Bellaston
- Diane Cilento – Molly Seagrim
- George Devine – Squire Allworthy
- David Tomlinson – Lord Fellamar
- Rosalind Atkinson – Mrs. Millar
- Wilfrid Lawson – Black George
- Rosalind Knight – Mrs. Fitzpatrick
- Jack MacGowran – Partridge
- Freda Jackson – Mrs. Seagrim
- David Warner – Blifil
- Joyce Redman – Mrs. Waters/Jenny Jones
- James Cairncross – Parson Supple
- Rachel Kempson – Bridget Allworthy
- Peter Bull – Thwackum
- Angela Baddeley – Mrs. Wilkins
- George A. Cooper – Fitzpatrick
- Jack Stewart – MacLachlan
- Patsy Rowlands – Honour
- John Moffatt – Square
- Avis Bunnage – gästgivare
- Mark Dignam – löjtnant
- Michael Brennan – fångvaktare på Newgate
- Lynn Redgrave – Susan
- Redmond Phillips – advokat Dowling
- Julian Glover – Northerton